# クーゲルロール

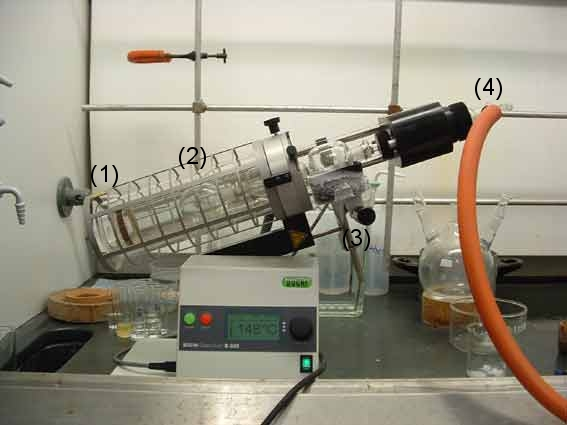
1 Heating cage
2 Bulb containing item to be distilled
3 Cooling bath containing ice
4 Vacuum outlet and electric motor (to rotate ball-string)

クーゲルロールとは、高沸点化合物や少量の蒸留に用いられる装置で、オイルバスを用いずに加熱するため高温（250-300度）にすることが可能。クーゲルロールはドイツ語で球 (Kugel) と管 (Rohr) という意味である。
ガラスの球をいくつかつなげたような形状の容器に蒸留する化合物を入れ、横にして、一番奥のガラスの球を加熱すると、次のガラスの球に目的のものが移動することで蒸留を行える。